# Jakub Legierski
Jakub Legierski (* 17. ledna 1994) je polský fotbalový útočník, momentálně hrající za polský klub Forteca Swierklany.